# Isotopkemi
Isotopkemi är ett delområde inom kemi som behandlar kemiska olikheter som uppstår mellan olika isotoper av ett grundämne. Isotopeffekterna är störst för mycket lätta grundämnen som till exempel väte. Ett exempel på detta är att tungt vatten, som innehåller väteisotopen deuterium, beter sig kemiskt annorlunda jämfört med vanligt vatten och därför kan framställas genom exempelvis destillering. Isotopskemi är också grundläggande för anrikning av radioaktiva grundämnen som uran.